# Ебру Шахин
Ебру Шахин (на турски: Ebru Şahin) е турска актриса.

## Биография
Ебру Шахин е родена на 18 май 1994 г. в Истанбул, Турция. Тя учи в Спортния факултет в университета, а след това записва актьорско майсторство. От 2015 година Ебру започва да участва в реклами. През 2016 година тя направи своя филмов дебют, с първия си сериал " Кръвни пари", в който тя грабна главната роля. Същата година ѝ е отправено предложение да участва във филма "Баща ми". 

## Филмография
| Телевизия   | Телевизия        | Телевизия      |
| година      | заглавие         | роля           |
| ----------- | ---------------- | -------------- |
| 2017        | Войн             | Дидем          |
| 2017-2018   | Завинаги         | Буржду Селимер |
| 2018        | Опасно изкушение | Хира           |
| 2019 – 2021 | Вятърничав       | Рейян Шадоулу  |
| 2021 – 2022 | Легенда          | Аккъз          |
| 2023        | Столетно чудо    | Харика         |
| 2024        | Тайната градина  | Назли Орман    |

| Кино   | Кино           | Кино    | Кино |
| ------ | -------------- | ------- | ---- |
| година | заглавие       | роля    |      |
| 2016   | Кръвни пари    | Дидем   |      |
| 2017   | Баща ми        | Нилюфер |      |
| 2019   | Нещастна любов | Менекше |      |

| Интернет | Интернет   | Интернет | Интернет |
| -------- | ---------- | -------- | -------- |
| година   | заглавие   | роля     |          |
| 2024 -   | Принц      | Сецилия  |          |
| скоро    | Джентълмен | Нехир    |          |